# Pointer Nunatak
Il Pointer Nunatak è un imponente nunatak, cioè un picco roccioso isolato alto 1.245 m e situato subito a est del Wedge Ridge, nella parte occidentale della Catena di Shackleton, nella Terra di Coats in Antartide.
Fu mappato dalla Commonwealth Trans-Antarctic Expedition (CTAE) nel 1957, sotto la direzione dell'esploratore polare britannico Ernest Vivian Fuchs (1908-1999).
Ricevette l'attuale denominazione in quanto rappresenta un punto di riferimento importante sul percorso dal Ghiacciaio Blaiklock al Ghiacciaio Stratton, che permette l'accesso da ovest in direzione est alla Catena di Shackleton.